# Eugen Linz
Eugen Linz, född 6 november 1889 i Budapest, Österrike-Ungern, död 15 februari 1954 i Graben vid Augsburg i Tyskland, var en ungersk-tysk pianist och dramatiker.
Linz utbildades vid landsmusikakademien i Budapest, överflyttade 1914 till Schweiz och senare till Dresden. Han vann på konsertresor rykte som temperamentsfull uttolkare av Beethoven, Bach och Brahms. I Stockholm konserterade han 1919 och 1924. Från 1934 och framåt skrev han en rad dramatiska verk.
Linz ingick 1926 äktenskap med skådespelerskan Antonia Dietrich.